# Wood World Web

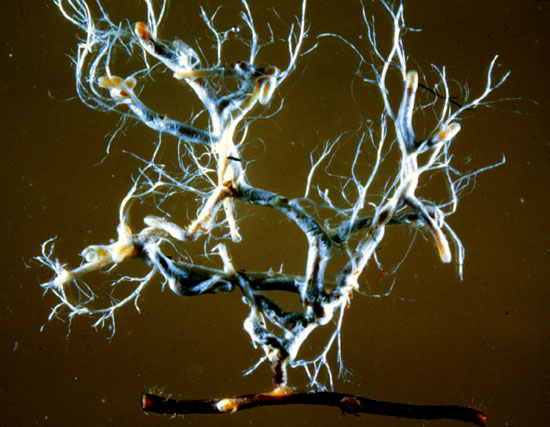
Raiz de Douglas-fir Pseudotsuga.

Em botânica, Wood World Web (termo  inglês que, em português, pode se traduz por "Teia mundial madeireira"), também conhecida como rede subterrânea florestal é o processo onde árvores de diferentes espécies trocam de carbono através de uma internet de fungos que ligam as suas raízes. O processo demostrou que certos tipos de fungos comuns existem em uma sutil simbiose com as plantas, provocando não infecção, mas ligação. Estes fungos enviam finos tubos de seda de fungos chamados hifas, que se infiltram no solo e se entrelaçam em um nível celular nas pontas das raízes das plantas. Raízes e fungos se combinam para formar o que é chamado de micorriza.Desta forma, as plantas individuais são unidas umas às outras por uma complexa e colaborativa rede subterrânea de hifas